# Cacciacarri
Un cacciacarri è un veicolo da combattimento, ruotato o cingolato, adibito specificamente al contrasto dei carri armati, rispetto ai quali presenta solitamente minore protezione e minore capacità multiruolo.
A partire dalla fine della seconda guerra mondiale, si è assistito alla progressiva sostituzione dei cacciacarri, tradizionalmente armati con cannoni, con mezzi blindati armati invece con missili anticarro. 
Alcuni paesi continuano tuttavia ad operare delle soluzioni moderne come gli autoblindo cacciacarri.
Generalmente caratterizzati da alta manovrabilità, un alto potenziale offensivo, ma una scarsa corazza.
Alcuni esempi di autoblindo cacciacarri sono il Centauro B1, in servizio nelle forze armate italiane e spagnole, ed il PTZ-89, in servizio nell'Esercito Popolare di Liberazione.

## Caratteristiche
Sviluppati nel corso della seconda guerra mondiale, questi mezzi si differenziavano generalmente dai semoventi d'artiglieria in quanto montavano bocche da fuoco a tiro teso e diretto (quindi cannoni a puntamento diretto e non obici come la maggior parte dei semoventi) ad alta velocità iniziale ed erano protetti da pesanti corazze, inizialmente parziali e in seguito integrali, come i carri armati, dovendo operare direttamente a contatto con le forze corazzate nemiche. Dai carri armati si distinguevano invece per l'assenza, nella maggior parte dei casi, di una torretta mobile, e ciò, se da un lato richiedeva di controruotare i cingoli nel puntamento in direzione (quello cioè sul piano orizzontale), dall'altro consentiva un basso profilo e quindi offriva un minor bersaglio al tiro dei carri nemici.
Dopo la seconda guerra mondiale il ruolo dei cacciacarri si è notevolmente ridotto, dato che i compiti che venivano svolti da questi veicoli sono stati attribuiti direttamente ai carro armato da combattimento (MBT).

## Utilizzo e diffusione nel mondo

### Germania
Nel luglio 1941 la Wehrmacht si trovò di fronte il T-34 e il KV 1 sovietici, e fu costretta a trovare un mezzo per fermare queste nuove minacce. Gli unici carri disponibili che avevano un anello di torretta sufficiente a supportare un pezzo lungo da 75 mm (arma ritenuta necessaria per poter affrontare con tranquillità la pesante corazza frontale del T-34) erano i Panzer IV, quindi fu iniziato lo sviluppo del Panzer IV F2, sulla base dei carri esistenti e fu iniziata la progettazione del Panzer V Panther. Tuttavia questa linea poteva portare frutti solo su tempi dell'ordine di diversi mesi (il Panzer IV F2 entrò in servizio nella primavera del 1942 e il Panther entrò in servizio solo nel luglio 1943), quindi, una volta stabilito che era necessario avere veicoli blindati armati con cannoni di almeno 75mm, si decise di rinunciare alla torretta per incrementare il calibro dell'arma. Su questa linea furono prodotti cannoni semoventi destinati ad operare contro i carri armati, definiti nella terminologia tedesca Jagdpanzer (carri da caccia), in italiano cacciacarri o carri caccia. Invece, come già accennato, Panzerjäger (cacciatore di carri) fu il nome di battesimo di alcuni modelli oltre che la relativa specialità militare.
Tentativi nel senso di costruire semoventi destinati alla lotta contro i carri armati erano già stati effettuati, usando gli scafi del Panzer I su cui era montato un cannone da 47 mm (Panzerjäger I), prodotto dal marzo al maggio 1940 in 132 esemplari. Questi veicoli non potevano essere la soluzione per il contrasto ai carri sovietici, quindi lo scafo del carro cecoslovacco Panzer 38(t) fu adattato per ospitare in una struttura aperta superiormente il cannone russo da 76,2 mm (catturato in grandi quantità all'inizio della campagna) o il cannone anticarro PaK 7,5 cm, questo nuovo veicolo fu denominato Marder III, mentre il Marder II fu basato su scafo Panzer II con lo stesso armamento. Questi veicoli furono costruiti in un numero notevole di esemplari ed operarono su tutti i teatri di guerra. Quando si resero disponibili cannoni anticarro da 88 mm fu realizzato un Panzerjäger su scafo PzKpfw III modificato (allungato e con alcune caratteristiche del Panzer IV, usato anche per il semovente Hummel), denominati Nashorn, costruito in pochi esemplari a partire dal novembre 1942 risentì della struttura aperta (simile appunto a quella dell'Hummel) per l'impiego in prima linea.
Gli scafi utilizzati per le prove del Tiger (P) (il carro Tiger progettato dall'ing. Ferdinand Porsche) furono riconvertiti e, protetti con una struttura in casamatta, ospitarono il cannone 8,8 cm KwK 43 L/71 diventando così gli Elefant. Ci si aspettavano grandi cose da questi mezzi costruiti in 90 esemplari e furono usati per la prima volta a Kursk (luglio 1943), con risultati estremamente deludenti. Questi mezzi pesantissimi, pur armati con il cannone più potente fra quelli che potevano essere montati su mezzi corazzati, erano totalmente impotenti di fronte alla fanteria, quindi subirono gravissime perdite. Ritirati dal fronte russo, furono utilizzati sul fronte italiano, dove comunque non brillarono visto che la loro titanica mole e l'altissimo rateo di peso per centimetro quadrato di cingolo non erano affatto adatti alle strade romane e ai ponti medievali e rinascimentali dell'Italia meridionale e centrale.
La soluzione dei Jagdpanzer non era soddisfacente (anche se alcuni veicoli avevano caratteristiche notevoli), quindi fu iniziato anche lo sviluppo di veicoli studiati appositamente per il contrasto dei mezzi corazzati nemici.
Fino dal 1941 fu iniziata lo modifica dello Sturmgeschütz III (cannone d'assalto), che, nato nel 1940 armato con un obice da 75 mm in posizione fissa, era basato sullo scafo del Panzer III ed era completamente protetto. A partire dal modello F fu sviluppato un modello armato con il cannone 7,5 cm StuK L/43, successivamente sostituito con il cannone 7,5 cm StuK L/48 (modelli F/8 e G). Questi mezzi, che operarono dall'inizio del 1942 fino alla fine della guerra, si dimostrarono estremamente utili nel contrasto ai carri nemici, data la potenza del loro armamento e la loro bassa sagoma (erano alti 2,150 m).
La necessità di usare un'arma più potente del 7,5 cm StuK L/48 costrinse i progettisti a usare uno scafo più ampio di quello del Panzer III (già nello StuG III l'equipaggio, con i portelli chiusi, era in condizioni estremamente disagiate), quindi fu progettato un mezzo su scafo Panzer IV, che utilizzava il Kwk 42-7.5 cm (che, con una lunghezza di 70 calibri, aveva una velocità iniziale nettamente superiore a quella del modello usato sullo StuG III, lungo solo 48 calibri). Il mezzo entrò in servizio nell'ottobre 1943, ma ben presto, dato che tutta la produzione dei KwK 42 7.5 cm era assorbita dai Panzer V Panther, dopo i primi esemplari si dovette tornare al 7,5 cm StuK L/48. Questo mezzo si dimostrò più che idoneo all'uso, anche se, nel corso del 1944 alcuni esemplari furono forniti del nuovo StuK 42 7.5 cm (lungo 70 calibri), ma, dato che la produzione in serie iniziò alla fine del 1944 non si possono avere valutazioni precise né sulla quantità prodotta né sull'utilizzo del mezzo.
Certamente lo Jagdpanzer più riuscito fu quello basato sullo scafo del Panther, detto Jagdpanzer V Jagdpanther che, armato con il cannone PaK 43 8,8 cm L/71, aveva una sovrastruttura a piastre inclinate realizzata in modo tale da deflettere i colpi nemici, ed era praticamente privo di shot traps (letteralmente, trappole per i colpi), per cui i proiettili che lo colpivano tendevano a scivolare sulla blindatura invece di penetrarla. Fu messo in linea nel febbraio 1944 ma le vicende belliche ne limitarono la produzione a soli 382 veicoli, dato che per lo scafo ed il sistema di propulsione del mezzo erano richieste notevoli quantità di materiali pregiati, che, in quei mesi, limitarono tutta la produzione bellica tedesca. Data la limitata produzione di questi mezzi, in genere venivano assegnati solo ai comandanti ed agli equipaggi più esperti.
Fu tentata la costruzione anche di un cacciacarri su scafo Panzer VI Tiger II, armato con il cannone PaK 44 12,8 cm L/55 e con un peso che arrivava a 70 t. Questo peso ne limitava pesantemente la mobilità, quindi la sua unica funzione era difensiva. Ne furono costruiti 88 esemplari (11 sullo scafo del Tiger (P)) prima della fine della guerra.
Quando la Germania aveva conquistato la Cecoslovacchia nel 1938 era in produzione presso le fabbriche Škoda il carro TNH P-S, la cui costruzione fu continuata con il nome di Panzer 38(t). nel 1941 il carro era ormai obsoleto, quindi il suo scafo fu usato come base per artiglierie semoventi (fra l'altro per la produzione del Marder III, indicato sopra). Nel 1943 iniziò la progettazione di un cacciacarri leggero, basato appunto sullo scafo del Panzer 38(t), denominato Hetzer. Questo mezzo si dimostrò il cacciacarri tedesco più longevo di tutta la guerra, dato che, dopo la fine della guerra, fu prodotto per l'Esercito Svizzero come G 13 e fu ritirato dal servizio solo negli anni settanta. Questo mezzo era armato con il PaK 39 7,5 cm, e aveva una sagoma talmente bassa (2 metri di altezza) da essere quasi invisibile in appostamento, i suoi maggiori difetti consistevano nello spazio abitativo estremamente ridotto e nel fatto che il cannone, posto sull'estrema destra dello scafo, doveva essere tuttavia caricato da destra (questo a causa del fatto che il cannone era stato abbinato al progetto su una base di pura disponibilità e non era stato possibile progettarne uno ad hoc), creando non pochi problemi al servente che nell'operazione rischiava di ferirsi anche gravemente.
Questi sono i veicoli studiati in Germania per avere una funzione anticarro, ma molti altri veicoli vennero da improvvisazioni effettuate quasi nelle officine campali (un esempio ne è il Bren Carrier, armato con il PaK 35 3,7 cm, che operò in Normandia). Una descrizione dettagliata di tutti questi veicoli, spesso prodotti in quantità irrisorie, sarebbe in un certo senso fuorviante, mostrando un esercito che va avanti rattoppando i mezzi che trova in giro. In realtà la Wehrmacht, pur mostrando uno spirito di improvvisazione talvolta geniale, cercò sempre di operare con i mezzi prodotti per lo scopo preciso a cui erano destinati.

### Italia

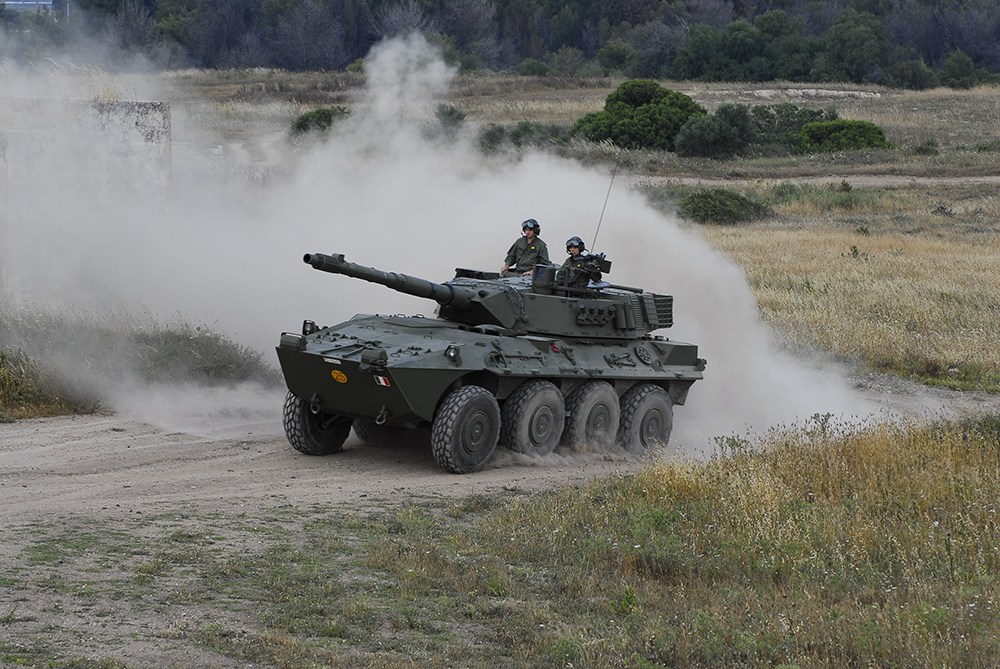
Un centauro del reggimento Savoia

Il cacciacarri italiano più conosciuto della seconda guerra mondiale non era un cacciacarri, ma un semovente d'assalto. Infatti il semovente M40/M41 su scafo M13/40 era nato per supportare le fanterie operando in prima linea, e su questa base era stato fissato il suo armamento, cioè un obice da 75 mm in casamatta. Tuttavia la sua sagoma bassa (185 cm) ed il calibro del suo pezzo gli permisero di ottenere buoni risultati anche contro i carri alleati più potenti con cui si scontrò (notare, comunque, che non fu mai utilizzato contro i carri sovietici), grazie anche alla granata EP (Effetto Pronto, copertura per carica cava). Questo mezzo partecipò alle operazioni militari in Africa a partire dalla Battaglia di al Gazala, poi successivamente sul fronte italiano. Dopo l'armistizio di Cassibile (8 settembre 1943) i mezzi disponibili furono requisiti dai tedeschi ed utilizzati come Sturmgeschütz M42 mit 75/18 (850) (i) fino alla fine della guerra. Nel dopoguerra i mezzi superstiti furono presi in carico dall'Esercito Italiano.
Sullo stesso scafo furono costruiti i semoventi Ansaldo 105/25 M.43, ma, dato che i primi furono completati solo a circa metà del 1943, questi mezzi (circa 80 esemplari) furono utilizzati solo dai tedeschi (Sturmgeschütz M43 mit 105/25 (853) (i)) sul fronte italiano, non risulta che nessuno sia sopravvissuto alla guerra.
Prima del Semovente 75/18 su M13/40 era stato costruito lo L40, sullo scafo del carro leggero L6/40. Questo mezzo operò sia in Africa sia in Russia, ma non diede risultati particolarmente brillanti.
Il semovente 90/53 su scafo M13/40 era basato su un ottimo pezzo di artiglieria, nato come pezzo contraerei. Costruito in pochi esemplari come semovente controcarri, non può essere considerato un cacciacarri, in quanto doveva sparare da fermo e non in movimento, dato che l'equipaggio del pezzo era portato su un veicolo differente. Il 10º Raggruppamento Controcarro Semoventi, armato con questa arma, contrastò lo sbarco alleato in Sicilia con una notevole decisione, provocando danni alle colonne corazzate alleate. Praticamente tutti questi mezzi furono persi nei primi giorni dell'invasione, ne sopravvive solo un esemplare all'Aberdeen Ordnance Museum (Museo Militare di Aberdeen).
Attualmente è in dotazione all'esercito italiano l'autoblindo cacciacarri Centauro.

### Stati Uniti
Lo sviluppo dei cacciacarri negli Stati Uniti fu iniziato nel periodo delle due guerre a scapito dello sviluppo dei carri, dato che il comandante dell'Army Ground Forces (Forze terrestri dell'Esercito), cioè l'organismo statunitense che doveva sviluppare le dottrine di impiego delle forze terrestri, generale Lesley Mc Nair, proveniva dall'arma di artiglieria, quindi vedeva i carri solo come supporto della fanteria o come unità di cavalleria che dovevano sfruttare gli sfondamenti effettuati da fanteria e artiglieria. Questa dottrina, che escludeva l'ipotesi di un combattimento carro contro carro, se da una parte portò l'US Army a dover sviluppare dei carri armati in tutta fretta nel 1941, d'altra parte permise uno sviluppo dei cacciacarri (tank destroyers nella dizione statunitense) con teorie di impiego tattico più avanzate di quelle europee.
Gli Stati Uniti, a differenza delle altre nazioni, si orientarono su cacciacarri con il pezzo in torretta aperta e con protezione generale più ridotta rispetto a quella dei carri. La prima soluzione permetteva un'azione à tout azimut (in qualsiasi direzione), mentre i cacciacarri con pezzo in casamatta erano limitati all'azione in caccia (o, peggio, in ritirata come l'Archer britannico), tuttavia la prima soluzione era penalizzata dal maggiore peso dell'anello di torretta, che rappresentava un notevole aggravio per il peso totale del mezzo. Naturalmente queste caratteristiche morfologiche si riflessero sulla teoria di impiego, che non prevedeva i cacciacarri in prima linea (come per i tedeschi ed i sovietici), ma utilizzati da distanze relativamente elevate. I cacciacarri statunitensi trovarono impiego solo sui teatri operativi europeo (ETO) e mediterraneo (MTO), dato che il contrasto corazzato nel Pacifico era praticamente trascurabile; i pochi M10 che furono inviati in tale teatro operarono come supporto per la fanteria.

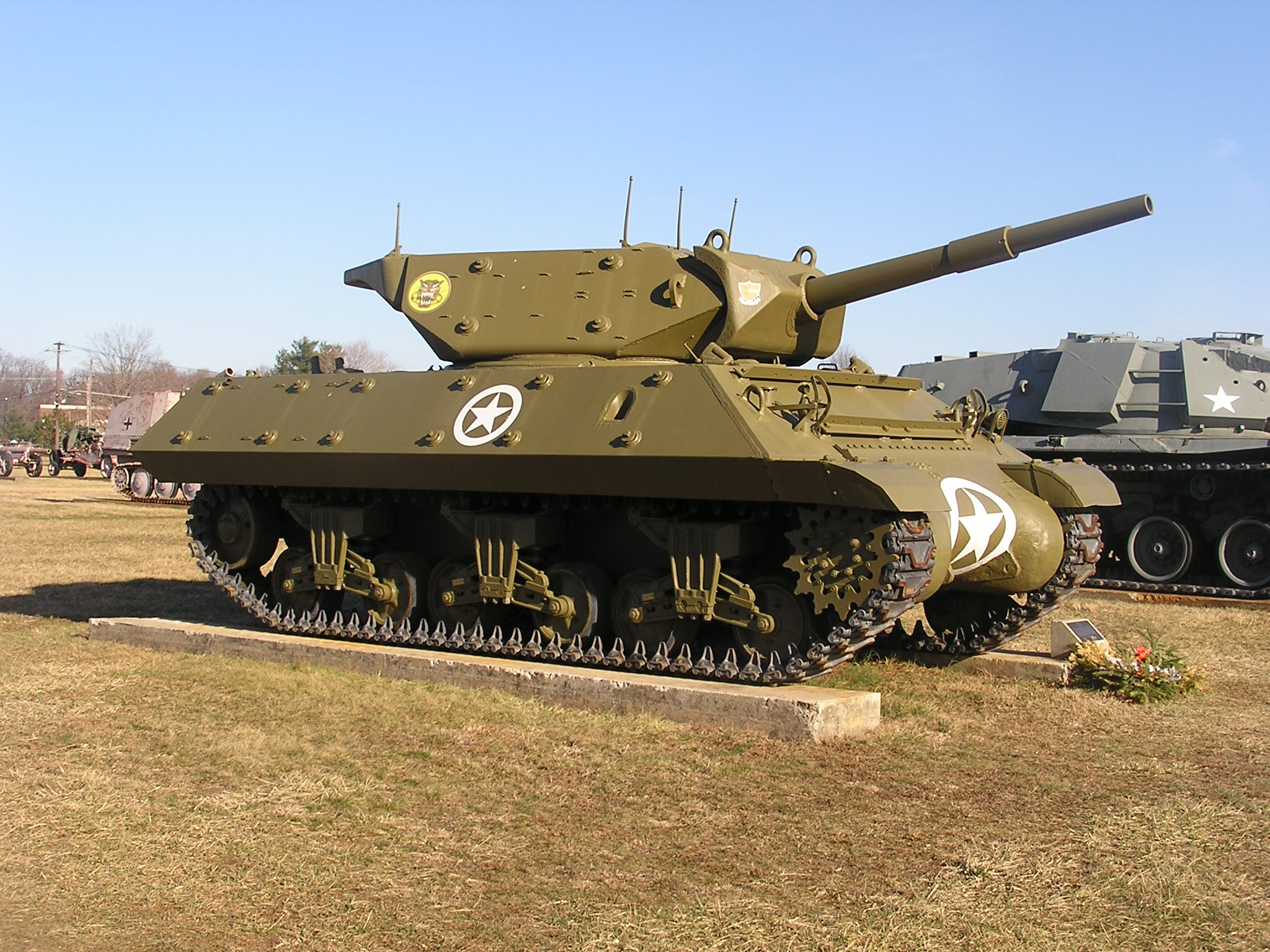
Un 3-inch Gun Motor Carriage M10, conosciuto anche come M10 Wolverine

Il primo cacciacarri americano derivò direttamente dalle teorie di impiego dei carri negli Stati Uniti, che prevedevano comunque cannoni di calibro relativamente elevato e di alta velocità iniziale per il contrasto ai carri, quindi fu studiata quasi subito la possibilità di montarli su scafi di carro. Il primo cacciacarri prodotto fu il 3-inch Gun Motor Carriage M10, sullo scafo del carro medio M4A2 Sherman. In questo veicolo la parte superiore della corazzatura fu alleggerita ed al posto della torretta del carro fu inserita una torretta aperta superiormente armata con un cannone M7 da 3 in (76,2 mm). Questo mezzo fu costruito dal settembre al dicembre 1942, per un totale di 4993 veicoli (che ne fanno il cacciacarri americano prodotto in più esemplari, e anche più di tutti Panther costruiti in Germania nel corso della guerra); operò nei battaglioni autonomi anticarro e nella British Army (Esercito Britannico), in cui era noto come M10 Wolverine (ghiottone). Nel British Army alcuni mezzi furono riequipaggiati con il 17 pdr e furono denominati Achilles. Sempre sullo scafo dell'M4 fu costruito un altro cacciacarri, che montava una nuova torretta rispetto all'M10 ed era armato con un cannone T7 da 90 mm. Questo mezzo, denominato 90 mm Gun Motor Carriage M36 (conosciuto anche come M36 Jackson), entrò in servizio in Europa solo alla fine del 1944, e fu prodotto in 2324 esemplari. Nella versione M36B2 (724 mezzi) la torretta aperta fu sostituita da una torretta chiusa.
L'ultimo cacciacarri statunitense fu l'M18 3 in Hellcat ("strega"), che portava lo stesso cannone dell'M10, ma su uno scafo progettato appositamente (era stato ricavato dallo scafo del carro leggero M24 con notevoli modifiche), armato con un cannone M1A1 o M1A2 da 76,2 mm, più potente di quello utilizzato sull'M10. Prodotto in 2507 esemplari dal luglio 1943 all'ottobre 1944.

### Unione Sovietica
A partire dal 1942, cioè quando apparve chiaro che i tedeschi avrebbero messo in campo carri più pesanti del PzKpfw IV, i sovietici iniziarono a studiare veicoli destinati al contrasto a dei carri nemici. Il primo fu un veicolo basato sul carro leggero T-70, il SU-76, che aveva un cannone da 76.2 mm in una struttura aperta sopra lo scafo del carro. Questo mezzo diede buoni risultati per tutta la guerra e successivamente nella guerra di Corea, finché non fu costretto a confrontarsi con i carri pesanti M26 Pershing. Come generalmente per tutti i veicoli sovietici, non è noto il numero di mezzi costruiti.
Il carro T-34 fornì la base per costruzione nel 1944 del SU-85, che aveva un cannone da 85 mm in casamatta completamente chiusa. Uno sviluppo quasi immediato, dovuto alla comparsa del T-34 armato con un cannone da 85 mm, di questo cacciacarri (1945) fu il SU 100, simile, ma armato con un cannone da 100 mm, lungo ben 54 calibri.
L'ultimo cacciacarri sviluppato in URSS nel corso della seconda guerra mondiale fu il ISU-122, su scafo del carro IS con un cannone 122mm M 1931-37, montato in modo da avere una traversa di 11° (piuttosto elevata per un mezzo con cannone in casamatta). Questo carro venne comunque modificato installando un 152 mm M1937 dando alla luce l'ISU-152.